# Phrosinella aldrichi
Phrosinella aldrichi är en tvåvingeart som beskrevs av Allen 1926. Phrosinella aldrichi ingår i släktet Phrosinella och familjen köttflugor. Inga underarter finns listade i Catalogue of Life.